# التسلسل الزمني للاختراعات التاريخية

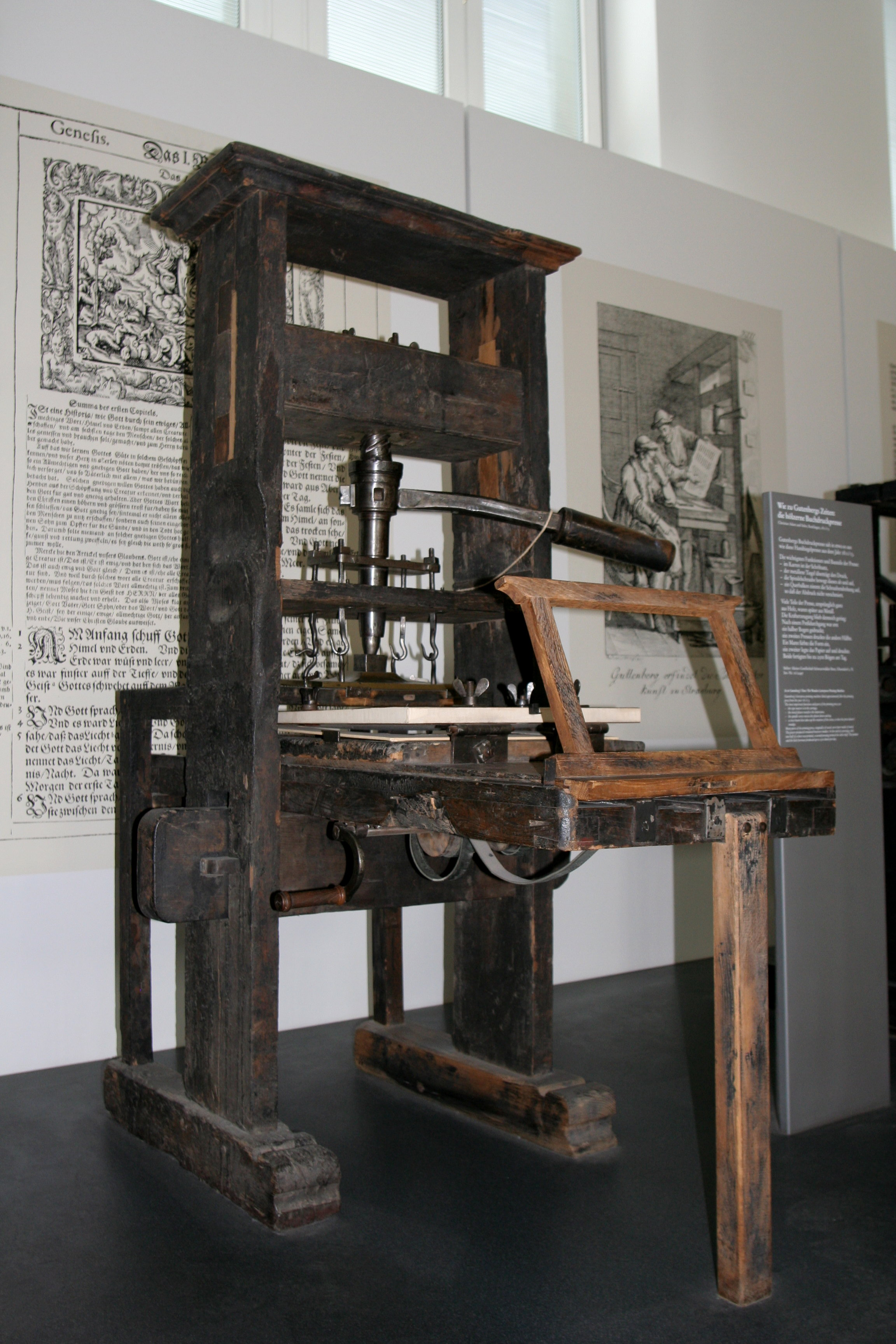
اختراع آلة الطباعة قى القرن الخامس عشر الميلادي مع أطقم الحروف المحمولة بواسطة الألماني يوهان غوتنبرغ وهذا يعتبر الحدث الأكثر تأثيرا في العصر الحديث.

الجدول الزمني للاختراعات التاريخية: هو قائمة مرتبة ترتيبًا زمنيًا للاختراعات الهامة والشعوب التي قدمتها.
ملاحظة : قد تكون أزمنة الاختراعات خلافية أو غير دقيقة في بعض الأحيان لأنه من الممكن أن تكون مخترعة من قبل عدة أشخاص في نفس الوقت أو كانت مستخدمة قبل أن يجري تطويرها على يد أحد الأشخاص وتسجل كاختراع له، حيث يكتب تاريخ أول استخدام معروف للاختراع المذكور هنا 

## العصر الحجري القديم
التواريخ المذكورة في فترة العصر الحجري القديم جميعها تقريبية، وتشير إلى أقرب استخدام مسجل لاختراع معين، وهي قابلة للتغيير كلما أُجرِي المزيد من البحوث وتم العثور على المزيد من المواقع القديمة.
وبالمثل، فإن المواقع المذكورة هي المواقع التي عُثِر فيها على أقرب استخدام مسجل للاختراع.
- منذ 2.6 مليون سنة مضت: اختراع الأدوات الحجرية (Oldowan) في إثيوبيا، من قبل الأسترالوبيثكس [2]
- 2.3 مليون سنة مضت: إشعال النار وتسخيرها لإعداد الطعام، الإنسان الماهر (هومو هابيليس) [3]
- 1.76 مليون سنة مضت: (الأشولينية) واختراع الأدوات الحجرية المتقدمة في كينيا من قبل الإنسان المنتصب (هومو ايريكتس) [4][5]
- 500 ألف سنة مضت: بناء مأوى في اليابان [6]
- 400 ألف سنة مضت: اختراع الأصبغة في زامبيا [7]
- 400 ألف سنة مضت: استخدام الرمح في ألمانيا [8]
- 200 ألف سنة مضت: اختراع الغراء في إيطاليا[9]
- 170 ألف سنة مضت: حياكة الملابس [9]
- 77 ألف سنة مضت: ابتكار الفراش كطريقة أكثر راحة أثناء النوم في جنوب أفريقيا
- 64-61 ألف سنة مضت: استخدام العظام في الصناعات البسيطة في جنوب أفريقيا، تم العثور على رأس حربة جنبا إلى جنب مع ما يمكن أن يكون رأس سهم، مما يشير إلى القوس والسهم، وأيضا إبرة الخياطة [10]
- 40-20 ألف سنة مضت: إشعال النار في أستراليا
- 36-9 ألف سنة مضت: النسيج - تم العثور على قطعة من القماش المنسوج في Çatalhöyük، تركيا
- 37 ألف سنة مضت: اختراع الهاون والمدقة في جنوب غرب آسيا.
- 35 ألف سنة مضت: اختراع الناي في ألمانيا
- 28 ألف سنة مضت: أول استخدام للحبال [11]
- 16 ألف سنة مضت: صناعة الفخار في الصين
- 13-12 ألف سنة مضت: الزراعة في منطقة الهلال الخصيب
- 13-11 ألف سنة مضت: تدجين الخراف في جنوب غرب آسيا

## العصر الحجري الحديث
ملاحظة: 8000 قبل الميلاد هو تقريبًا نفس 10 ا.س
- 8000-7500 قبل الميلاد: بناء المستوطنات الدائمة (أريحا Çatalhöyük) [12]
- 8000-7500 قبل الميلاد: شيدت النصب الحجرية - كوبيكلي تبه في تركيا [13]
- 6500 قبل الميلاد: صهر الرصاص في مدينة Çatalhöyük في تركيا [14]
- 6000 قبل الميلاد: بناء أول فرن عالي في بلاد ما بين النهرين (العراق)
- 5000 قبل الميلاد: صهر النحاس في صربيا
- الألفية الخامسة قبل الميلاد: الطلاء أو ما يدعى بطلاء اللك في الصين
- 5000-4500 قبل الميلاد: اختراع المجاذيف في الصين
- 4400 قبل الميلاد: إبرة الخياطة في نقادة، مصر
- 3630 قبل الميلاد: الملابس الحرير (دودة القز) في الصين
- 3500 قبل الميلاد: العجلات في بلاد ما بين النهرين والقوقاز
- 3200 قبل الميلاد: الإبحار في مصر القديمة
- 3000 قبل الميلاد: الكتابة - المسمارية في سومر _ بلاد ما بين النهرين (العراق)
- 3000 قبل الميلاد: صناعة فلزات البرونز لأول مرة في بلاد ما بين النهرين [15]
- 3000 قبل الميلاد: ورق البردي في مصر
- 3000 قبل الميلاد: استخراج القصدير في آسيا الوسطى
- 3000 قبل الميلاد: مشط في بلاد فارس [16]

## الألفية الثانية قبل الميلاد
- 2000 قبل الميلاد: التدوين الموسيقي في سومر [17]
- 2000 قبل الميلاد: اختراع العجلة الحربية في روسيا وكازاخستان[18]
- 1700 قبل الميلاد: الأبجدية في فينيقيا (لبنان الحديث)[19]
- 1500 قبل الميلاد: حفر البذور في بابل [20]
- 1500 قبل الميلاد: بدأ تداول العملات في الصين، لبنان أو ليديا
- 1200 قبل الميلاد: صناعة السيوف في مصر القديمة
- 1000 قبل الميلاد: الزجاج في لبنان

## الألفية الأولى قبل الميلاد
- 750 قبل الميلاد: تركيب الأسنان الوهمية في إتروريا[21]
- 750 قبل الميلاد: المقص في أوروبا [21]
- 750 قبل الميلاد: العدسات في اليونان[21]
- 750-700 قبل الميلاد: السفن الحربية في فينيقيا (لبنان حاليا)[21]

### القرن السابع قبل الميلاد
- 650 قبل الميلاد: الطاحونة في بلاد فارس[21]
- 600 قبل الميلاد: المنارات في مصر [21]

### القرن السادس قبل الميلاد
- 515 قبل الميلاد: الرافعة في اليونان القديمة[22]
- القرن السادس قبل الميلاد: بناء سكة DIOLKOS عبر مضيق كورنث في اليونان

### القرن الخامس قبل الميلاد

رافعة بثلاث بكرات

- ساعد الحركة (الكرنك) في Celtiberian إسبانيا
- الحديد الزهر (حديد تزيد به نسبة الكربون عن ال2%) في الصين القديمة: أكدت الأدلة الأثرية أنه تم تطوير الحديد الزهر في الصين بالقرن الخامس قبل الميلاد في وقت مبكر خلال عهد أسرة تشو (1122-256 قبل الميلاد)، أقدم العينات وجدت في قبر من مقاطعة لوخه في مقاطعة جيانغسو.
- وجدت المسامير البرونزية والقوس والسهام في فترات مبكرة من منتصف القرن الخامس قبل الميلاد في Yutaishan وهوبي في الصين[23]
- ما بين القرن الخامس والرابع قبل الميلاد: المنجنيق في الصين القديمة. لم تظهر في البحر الأبيض المتوسط حتى القرن السادس الميلادي.
- 400 قبل الميلاد المرايا في لبنان

### القرن الرابع قبل الميلاد
- القرن الرابع قبل الميلاد: التروس في الصين.

### القرن الثالث قبل الميلاد
- في وقت مبكر في القرن الثالث قبل الميلاد: هويس في قناة السويس في عهد بطليموس الثاني (283-246 قبل الميلاد) في مصر الهلنستية[24]
- بناء النواعير لإيصال الماء للمالك الهلنستية كما وصفها فيلو البيزنطي (ج 280-220 قبل الميلاد)
- الفترة ما بين القرن الثاني والثالث قبل الميلاد: بناء أقدم الأفران العالية التي اكتشفت في تاريخ الصين في المناطق التابعة لسلالة هان.

### القرن الثاني قبل الميلاد

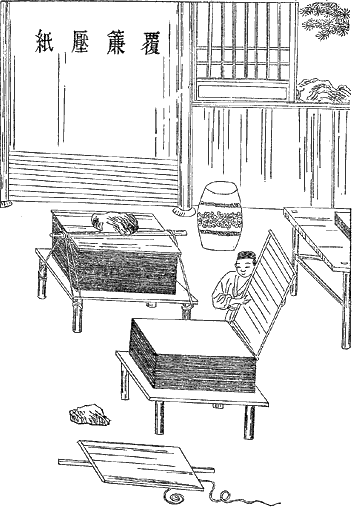
شكل يصور عملية صناعة الورق في عهد أسرة هان الصين.

- صناعة الورق في عهد أسرة هان الصين: على الرغم من أن سلالة هان قد حكمت في الفترة بين (202 ق.م - 220 م)

### القرن الأول قبل الميلاد
- نفخ الزجاج في الساحل اللبناني.

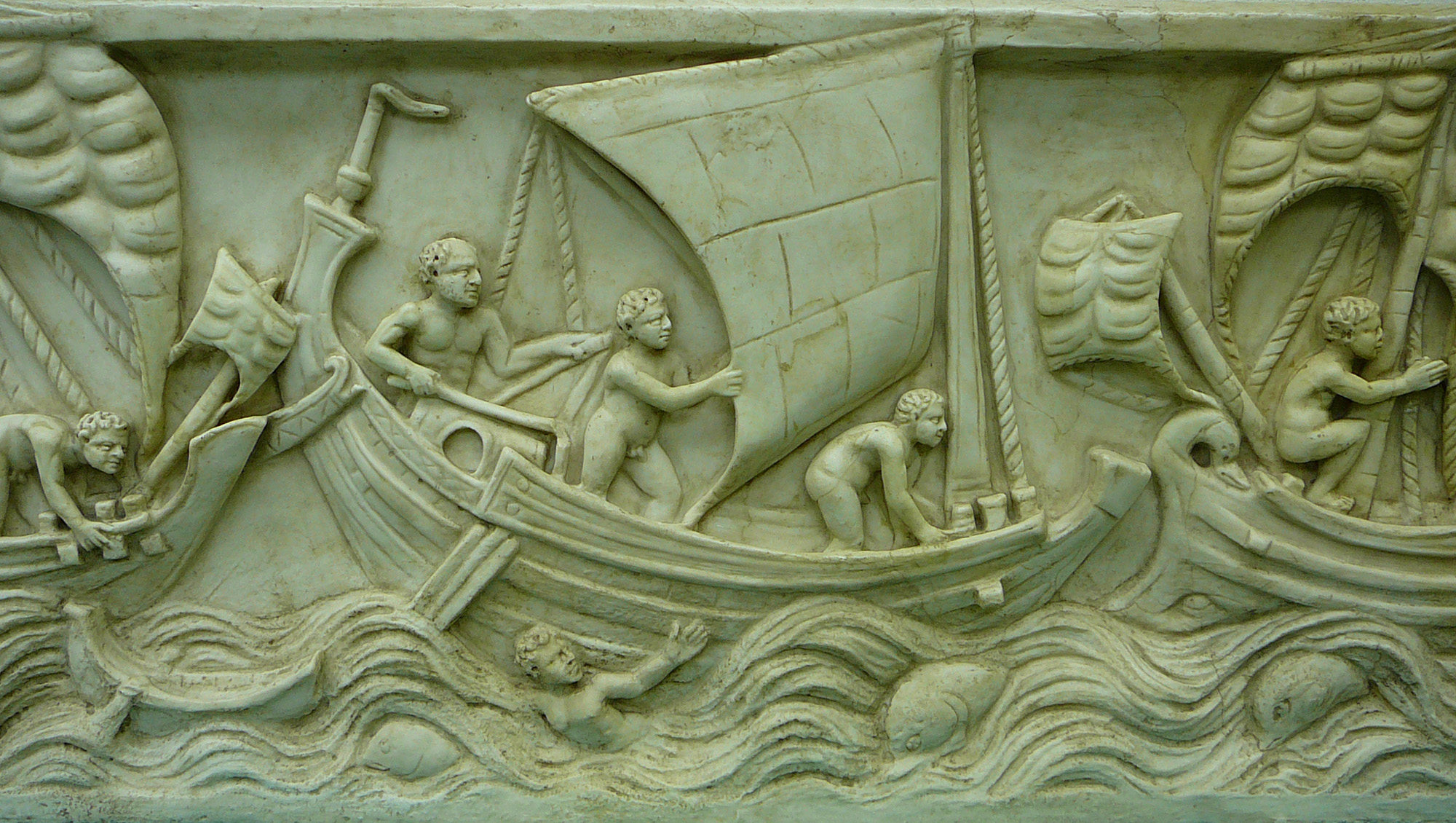
أول استخدام مسجل لشراع سفينة _ القرن الثاني قبل الميلاد في بحر إيجه على سفينة يونانية صغيرة. هذا الإقلاع الشراعى اُستخدم في سفينة تجارية رومانية (بداية القرن الثالث الميلادي).

- بناء الجسور المعلقة (مثل بونت سانت مارتن أو بونتي سان لورنزو) في إيطاليا، الإمبراطورية الرومانية[26]
- السد المقوس (Glanum السد) في غليا نربوننسس، الإمبراطورية الرومانية [27][28][29][30][31]
- قبل 25 قبل الميلاد: تسيير المياه بشكل عكسي في الأنهار باستخدام النواعير من قبل المهندسين الرومانيين في ريو تينتو، إسبانيا

## الألفية الأولى الميلادية

### القرن الأول الميلادي
- القرن الأول الميلادي: التوربينات البخارية في الإسكندرية.

### القرن الثاني الميلادي
- تم العثور على عربة يدوية في قبر في مدينة تشنغدو في مقاطعة سيتشوان خلال عهد أسرة هان الصين: 118 م
- العمود المرفقي في أوغوستا Raurica، الإمبراطورية الرومانية
- الأرقام السالبة في عهد أسرة هان الصين.
- كلية الحقوق في بيروت الإمبراطورية الرومانية [32]

### القرن الثالث الميلادي

المنشرة الرومانية Hierapolis sawmill. تعود للقرن الثالث الميلادي، أول آلة معروفة تدمج بين ال مرفق (آلية) وألة ال ذراع توصيل.

- اخترع آلة الطباعة الخشبية في عهد أسرة هان في الصين 220 ميلادية: في بداية القرن الثالث الميلادي. مما يجعل الصين تصبح أول بلد يستخدم الطابعة حول العالم.[36]
- أواخر القرن الثالث الميلادي: آلة قطع الخشب (منشار هيرابوليس) في آسيا الصغرى، الإمبراطورية الرومانية [33][34][35]
- أوائل القرن الرابع الميلادي: التوربينات في أفريقيا.[37][38][39]

### القرن الرابع الميلادي
- بكرة الصيد في الصين القديمة [40][41]
- حفر آبار النفط في الصين. قد يصل عمق هذه الآبار حتى ال 240 متر (790 قدم).[42]
- أضائة الشوارع في سوريا [43]
- اختراع المجذاف لتسهيل حركة القوارب (De rebus bellicis) في الإمبراطورية الرومانية [44]

### القرن الخامس الميلادي
- اختراع طوق الحصان (الرسن) في الصين: تم تطوير طوق الحصان وذلك لتسهيل عملية التحكم بها من قبل الأسر الجنوبية والشمالية في الصين [45]
- بناء جسر القوس (Karamagara Bridge) في كابادوكيا، شرق الإمبراطورية الرومانية [46][47]

### القرن السادس الميلادي

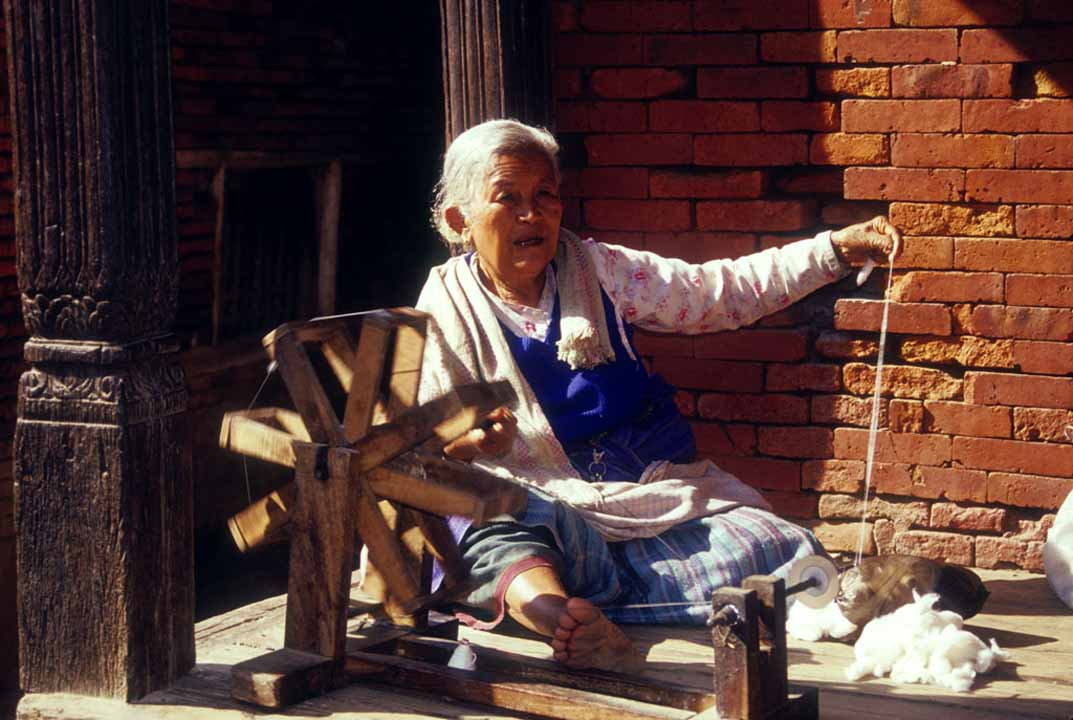
A شعب نيبالي عجلة المغزل in action

- 500 ميلادي: Charkha (ألة الغزل): اخترعت في الهند، بين (500 و 1000) بعد الميلاد.[48]
- 563 ميلادي: القبة المنحنية (آيا صوفيا) في القسطنطينية وشرق الإمبراطورية الرومانية [49]
- 577 ميلادي: اختراع الكبريت في الصين
- 589 ميلادي: ورق الحمام في عهد أسرة سوي الصين، بواسطة (Yan Zhitui) عام (531-591)، وتم استخدامها بشكل مستمر من قبل السلالات اللاحقة [50][51]

### القرن السابع الميلادي
- 672 ميلادي: اختراع النار الإغريقية (النابلم) في القسطنطينية، الإمبراطورية البيزنطية: ليتم استخدامها كسلاح حارق مصنع من مواد سريعة الاشتعال كالكحول - النفط - وملح الصخور - والكبريت - والقار.[52][53]، كان Kallinikos وراء هذا الاختراع وهو يوناني لبناني من بعلبك، [54] ومع ذلك، فان تاريخ اكتشاف النار الإغريقية غير دقيق إلى حد بعيد [55] وأنه يمكن أن يكون Kallinikos قام بتطوير نسخة محسنة من سلاح كان معمول به في ذلك الوقت.[56]
- العملات الورقية في عهد أسرة تانغ ان الصين: استخدمت الاوراق النقدية لأول مرة في الصين خلال سلالات تانغ وسونغ، بدءا من القرن السابع. وفقا لإيصالات التجار من الودائع خلال عهد أسرة تانغ (618-907)

تم صناعتها تماشيا مع رغبة تجار الجملة في تجنب حمل كميات كبيرة من العملة النحاسية لأتمام المعاملات التجارية الكبيرة.
- الخزف في عهد أسرة تانغ ان الصين: تم تصنيع الخزف في شمال الصين بداية من سلالة تانغ في القرن السابع في حين لن تتم صناعته في جنوب الصين حتى وقت متأخر أي بعد 300 سنة، خلال أوائل القرن العاشر [60]

### القرن الثامن الميلادي
- 725 ميلادي: اختراع الساعة الميكانيكية في عهد أسرة تانغ الصين بواسطة يي شينغ وليانغ لينغزان.[61]

### القرن التاسع الميلادي

A معركة المغول ضد الساموراي الياباني خلال الغزو المغولي لليابان بعد تاسيس اسرة مملكة يوان 1281

- صناعة البارود في عهد أسرة تانغ ان الصين: حيث تم اكتشافه بواسطة الكيميائيون الصينيون في اثناء بحثهم عن إكسير الخلود [62] أول استخدام لللبارود في الصين كان من قبل الأسرة الخامسة والأسرة العاشرة في فترة الممالك (618-907).[63]
- علم الجبر في سوريا [64]
- بناء أول جامعة في المغرب [64]
- في الهند، تم استخدام الصفر كرقم حقيقي وليس مجرد رمز وذلك لأول مرة في التاريخ [65][65][66]

### القرن العاشر الميلادي
- صناعة البندقية النارية في عهد أسرة سونغ الصين، حيث تتألف البندقية من أنبوب من الخيزران ثم أصبح من المعدن حيث يتم أشعال الفتيل لينفجر البارود ويسبب اطلاق اللهب والشظايا، أول تصوير للبندقية هي اللوحة التي عثر عليها في دونهوانغ [67] البندقية الصينية هي أقدم سلاح ناري في العالم، حيث تعتبر من أقدم أسلحة البارود.[68][69]
- الألعاب النارية في عهد أسرة سونغ الصين: تظهر الألعاب النارية لأول مرة في الصين في عهد أسرة سونغ (960-1279)، في بداية ظهور البارود. حيث أمكن شراء الألعاب النارية من الباعة في الأسواق. وكانت على شكل عصي من الخيزران مملوءة بالبارود.[70]
- الاحواض الجافة (لتسهيل أجراء عمليات الصيانة والبناء للسفن البحرية) في عهد أسرة سونغ الصين.[71]

## الألفية الثانية الميلادية

### القرن الحادي عشر

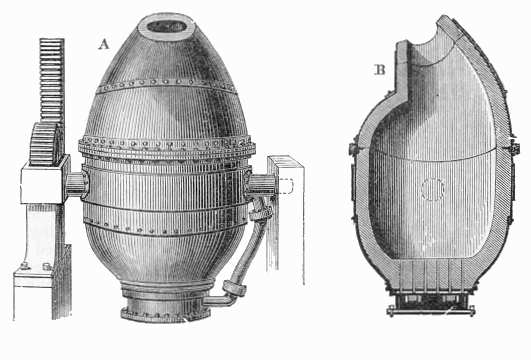
رسم تخطيطي لطريقة بسمر.

- استخدام سيارات الإسعاف من قبل الصليبيين في لبنان وفلسطين [72]
- إنتاج الصلب المنصهر من الحديد الخام بما عرف بطريقة بسمر جرى تطويرها في شرق آسيا
- 1088: اختراع آلة الطباعة في عهد أسرة سونغ الصين: حيث ينسب هذا الاختراع بالأصل لبي شنغ [73][74][75][76]

لكن في القرن الثالث عشر، اختراع الكوريين آلة الطباعة المعدنية. أما في القرن الخامس عشر فاخترع يوهان غوتنبرغ آلة الطباعة الحديثة في أوروبا لتكون الأكثر رواجا من سابقاتها.

### القرن الثاني عشر
- 1119: بوصلة مارينر (wet compass) في عهد أسرة سونغ الصين: سجل أول استخدام للإبرة الممغنطة في أغراض الملاحة بالبحر في كتاب (تشو يو) كتاب Pingzhou Table Talks عام 1119 (مكتوبة 1111-1117) [75][79][80][81][82][83][84]

البوصلة الملاحية الصينية التقليدية كانت على شكل إبرة مغناطيسية عائمة في وعاء من الماء.

### القرن الثالث عشر
- الصابون في بابل [64]

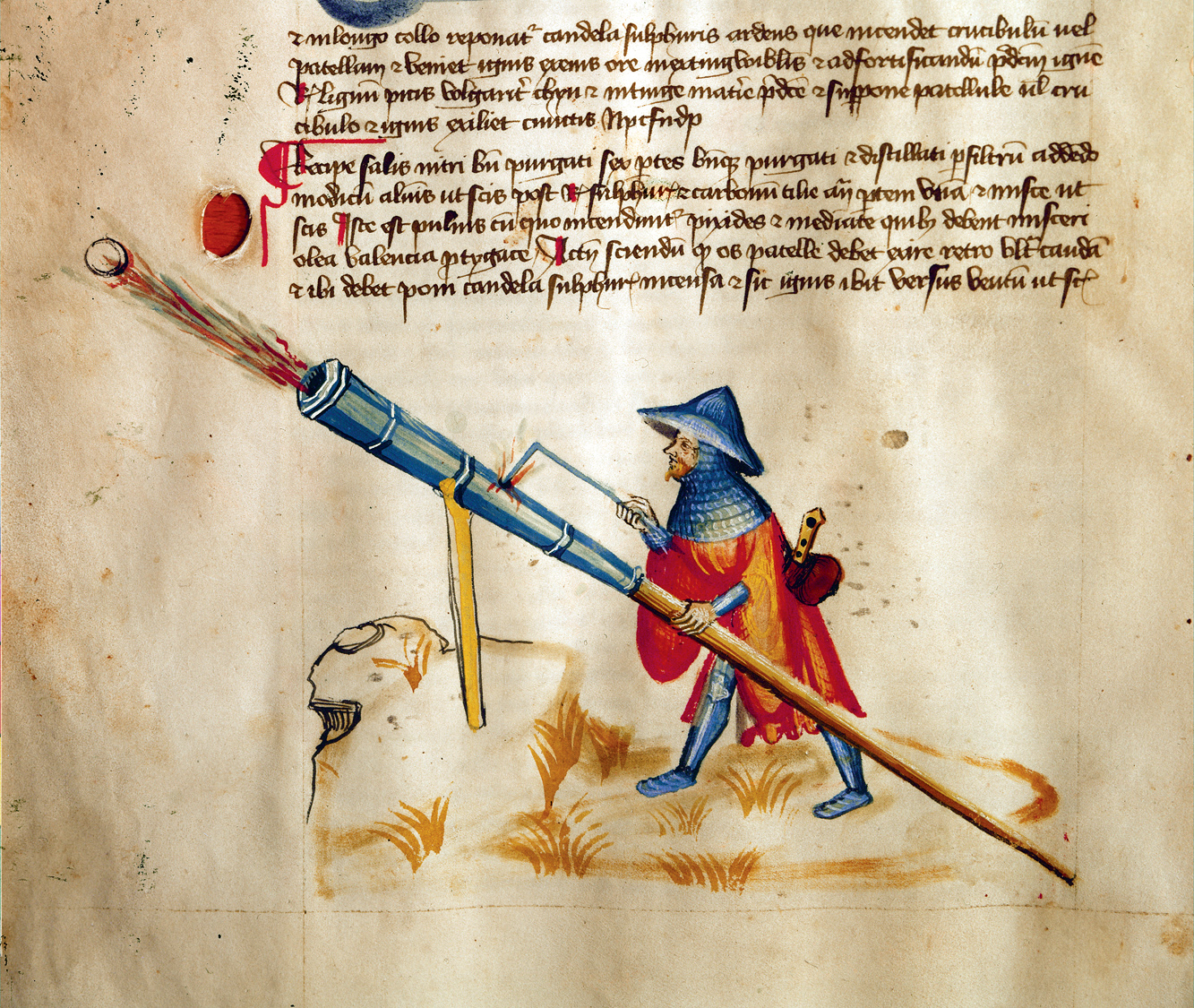
مخطوطة Konrad Kyeser, 1405 تظهر استخدام مدفع اليد في الصين

- اختراع الصواريخ وذلك للاستخدامات العسكرية والترفيهية في الصين.[86]
- ميزان الساعة ذي القضيب (بالإنجليزية: Verge escapement) هو أقدم الأنواع الميكانيكية المعروفة لميزان الساعة، في أوروبا.[87]
- 1275: اختراع الطوربيد: صواريخ يتم إطلاقها من الغواصات لمكافحة السفن البحرية في سوريا _ حسن الرماح [88]
- 1277: صناعة الألغام في عهد أسرة سونغ الصين: تشير الأدلة النصية أن أول استخدام لللغم الأرضي في التاريخ كان من قبل عميد أسرة سونغ المعروفة باسم Lou Qianxia ، الذي استخدم قنبلة (هوه باو) لقتل الجنود المغول إبان غزو قوانغشي في 1277.[89]
- 1286: اختراع النظارات في إيطاليا [90]
- اختراع القنابل المتفجرة في جين سلالة منشوريا: استخدمت القنابل المتفجرة في 1221 من قبل أسرة جين ضد مدينة (أسرة سونغ) [91]

كانت القنابل المستخدمة في ذلك الوقت مصنوعة من برادة الحديد الزهر المخلوط بالبارود كما وثقت في القرن الثالث عشر في الصين وتسمى "قنابل الرعد"، 
- مدفع اليد في أسرة يوان في الصين [93]

### القرن الرابع عشر
- اختراع الصواريخ متعددة المراحل في عهد أسرة مينغ الصين وصفها في مخطوطة هولونجينين العسكرية التي كتبها جياو يو .

هولونجينين : مخطوطة عسكرية تشرح طرق استخدام الأسلحة النارية المعتمدة على البارود
- عام 1326 : استخدام المدفع في عهد أسرة مينغ الصين [94]
- الألغام البحرية في عهد أسرة مينغ في الصين : ورد ذكرها في مخطوطة هولونجينين العسكرية كتبه (جياو يو) و (ليو بوين) (1311-1375)، واصفا الألغام البحرية المستخدمة في عرض البحر أو على الأنهار والبحيرات .[95]

### القرن الخامس عشر
- نوابض الفتل في أوروبا [97]
- صناعة البندقية في أوروبا

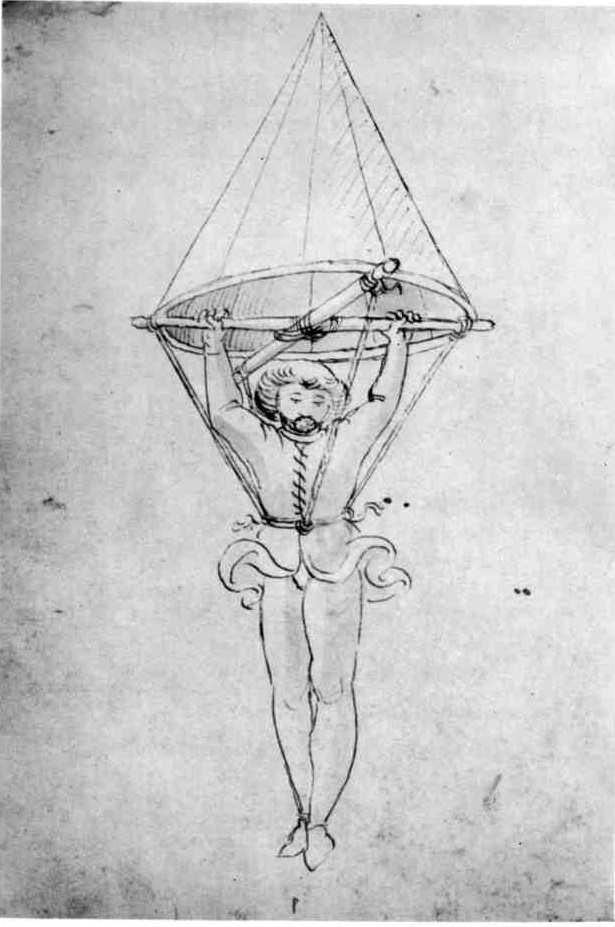
مخطوطة إيطالية تعود إلى عام 1470 تظهر أول مظلة معروفة في التاريخ.

- المثقاب اليديوي في مقاطعة فلانديرز _ فرنسا [96]
- اختراع آلة الطباعة في ألمانيا الاختراع الذي نسب إلى يوهان غوتنبرغ عام 1440 [98]
- القربينة وهي بندقية قديمة الطراز في إسبانيا [99][100]
- 1470 : المظلة في عصر النهضة في إيطاليا [101]
- 1480 : اختراع إسطرلاب البحارة بواسطة المستكشفين البرتغاليين للقارة الأفريقية [102]
- 1494 : نظام القيد المزدوج بواسطة لوكا باتشولي

### القرن السادس عشر
- 1551 : اختراع تقي الدين للتوربينات البخارية البدائية المستخدمة في الرافعات البخارية.[103]
- 1560 : تشييد الحوض الجاف في مدينة البندقية [104]
- 1569 : إسقاط مركاتور هو إسقاط خرائط إسطواني قدمه العالم الجغرافي ورسام الخرائط جيراردوس مركاتور
- 1594 : اختراع الباكستاف [الإنجليزية] بواسطة الكابتن جون دافيز

Backstaff : أداة ملاحية تستخدم لقياس بعد الاجرام السماوية عن الأرض
- 1597 : اختراع المسدس الدوار بواسطة هانز ستوبلر .